# Chien d'assistance

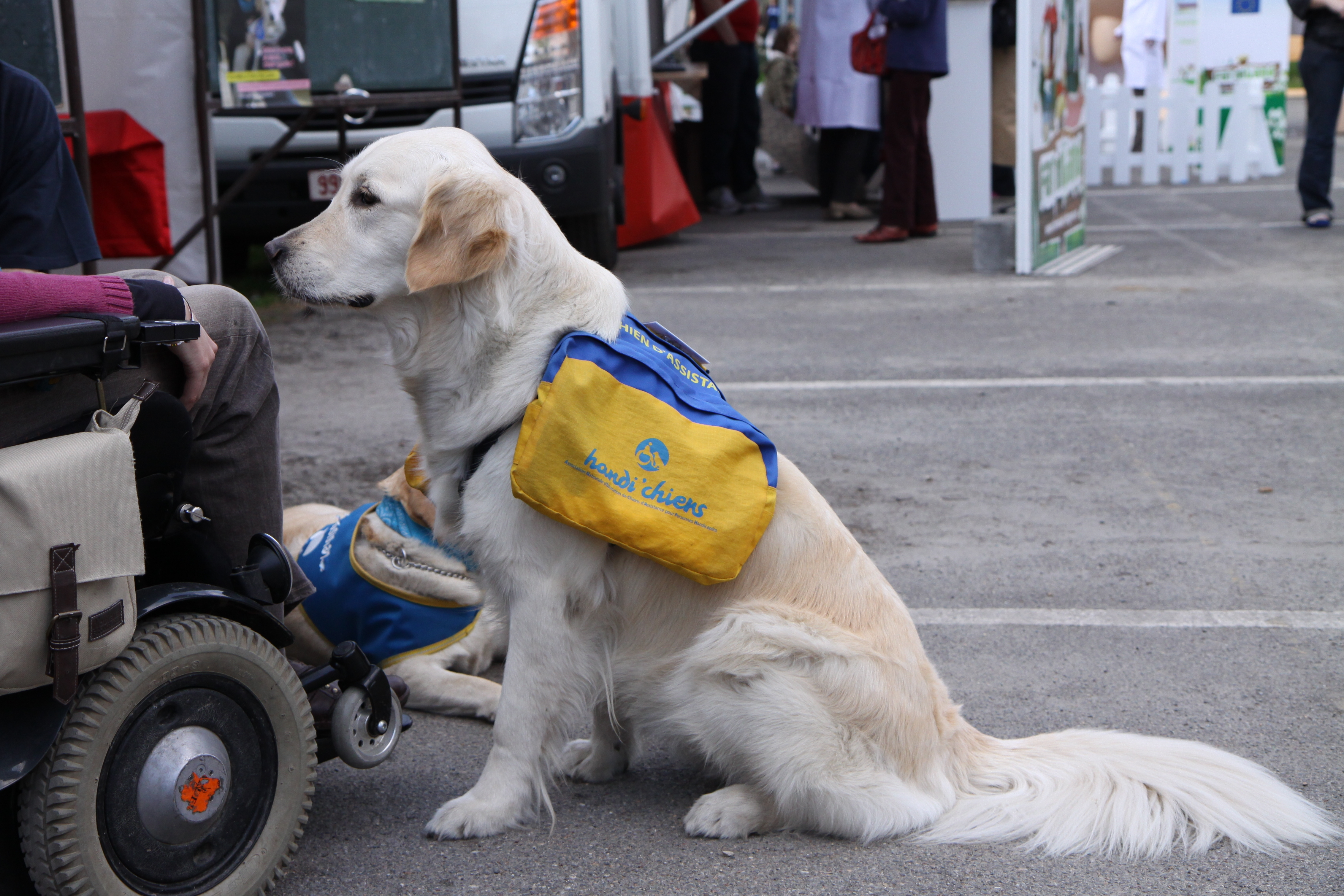
Chien d'assistance, de l'association Handi'chiens, destiné aux personnes en situation de handicap mental ou physique ou psychique sans déficience majeure de l'acuité visuelle.

Un chien d'assistance est un chien destiné à aider les personnes atteintes d'un handicap. Il apporte aux personnes ayant un handicap essentiellement une aide technique (par exemple ramasser un objet ou ouvrir une porte), mais aussi un soutien moral, voire une aide à l'insertion sociale en favorisant l'interaction avec l'environnement. Il est important de comprendre que le chien d'assistance n'aide pas que les personnes atteintes d'un handicap moteur, mais aussi psychiatrique, mental, psychique ou même sensoriel.

## Philosophie

### Origine
Cette approche puise son élan originel aux États-Unis par le biais d'un mouvement intitulé Assistance Dogs International, initié en 1975 sous l'égide d'une association californienne — Canine Companions for Independence (en), (CCI) — fondée par Bonnie Bergin (en).

### France

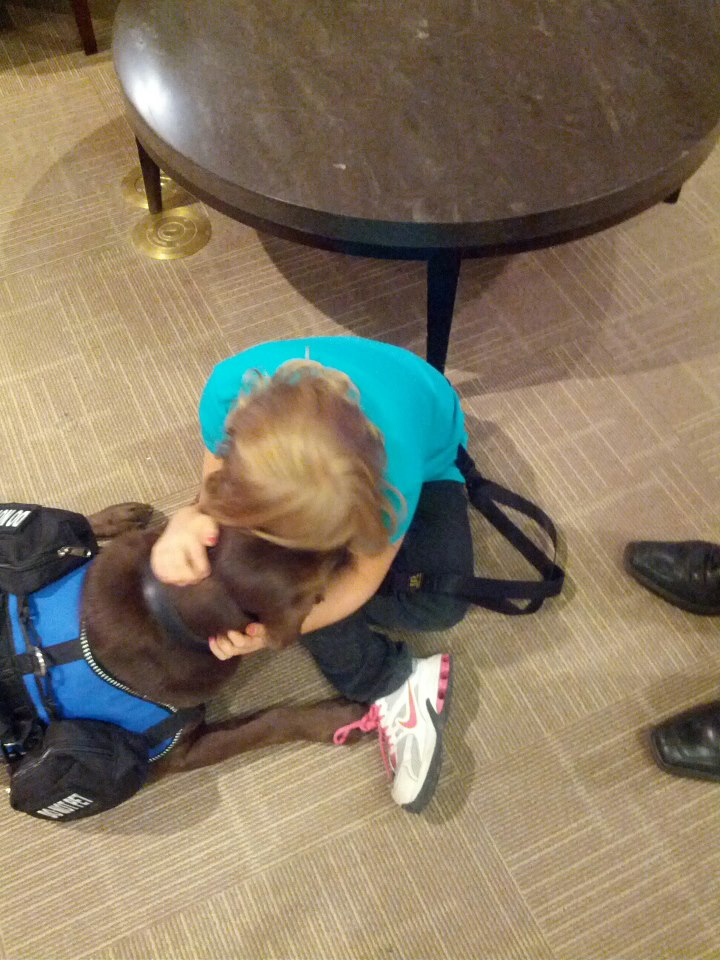
Fort soutien affectif

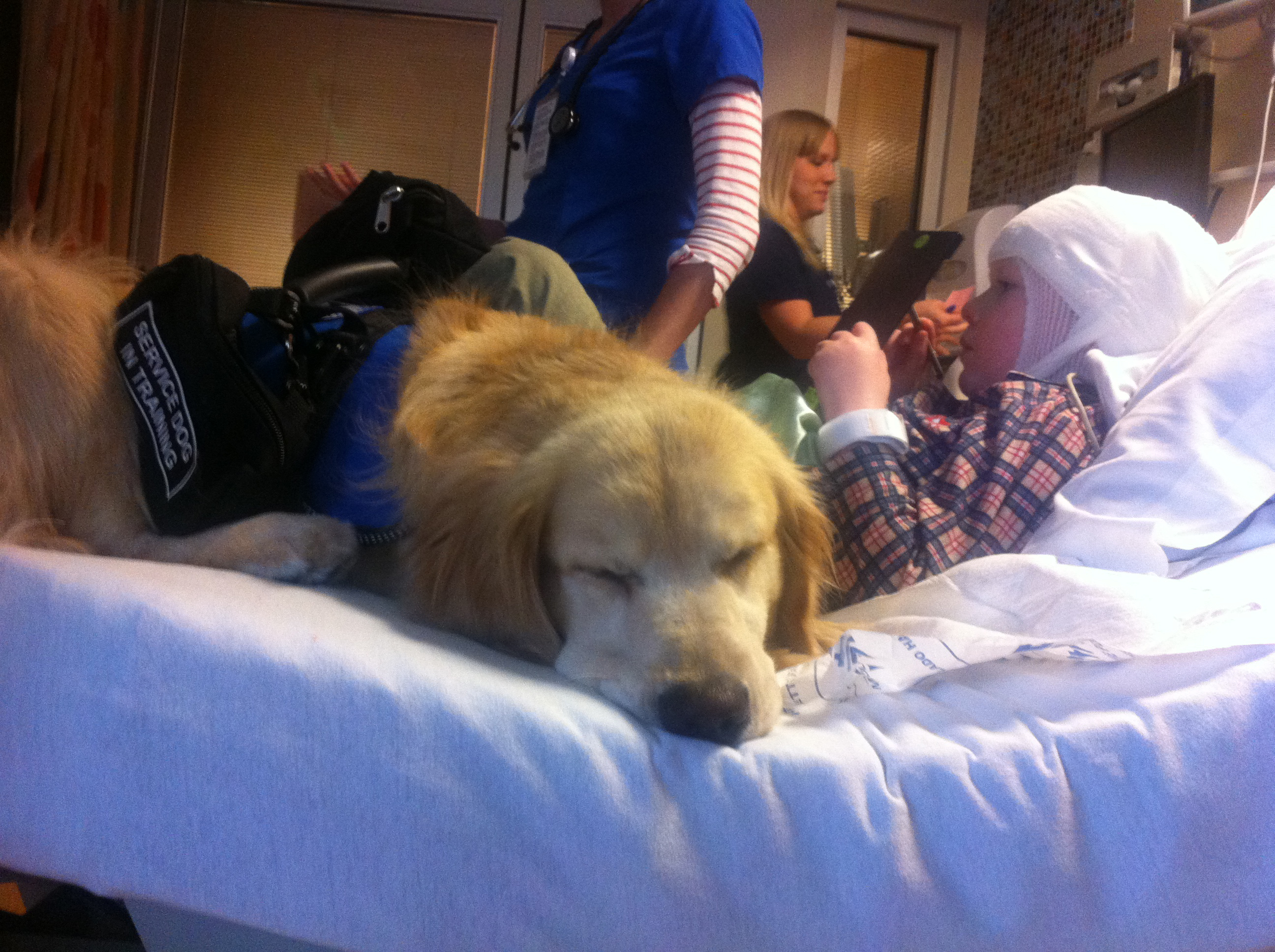
Aide-thérapeute

En France, fin des années 1980, on connaît les chiens guides d'aveugles mais pas les chiens d'assistance aux infirmes.
En 1989, l'association Handi'chiens voit le jour et va les faire découvrir,. Les chiens se voient confiés gratuitement à des personnes en situation de handicap mental, physique ou psychique, mais sans déficience majeure de l'acuité visuelle,.
En France, les chiens écouteurs font leurs débuts en 2010, des bergers australiens éduqués spécialement pour aider les personnes sourdes ou malentendantes.

## Québec (Canada)
Depuis 1981, la Fondation Mira forme des chiens guides d'aveugle et des chiens d'assistance en français. L'organisme est basé à Sainte-Madeleine (Québec).

## Sélection
Les éducateurs sélectionnent les sujets selon deux critères : physique et caractère.
Pour ce faire ils se fondent sur la qualité du pedigree afin d'éviter au maximum des risques héréditaires telles que la dysplasie coxo-fémorale ou les tares oculaires.

La connaissance des ascendants leur permet aussi de supposer l'existence ou non d'une réelle aptitude à la tâche qui les attend. Selon ce dernier critère il pourra être formé pour correspondre aux besoins d'une des trois catégories de chiens d'assistance explicitées ci-dessus. 

Les races privilégiées sont le labrador retriever et golden retriever,,.

### Éducation

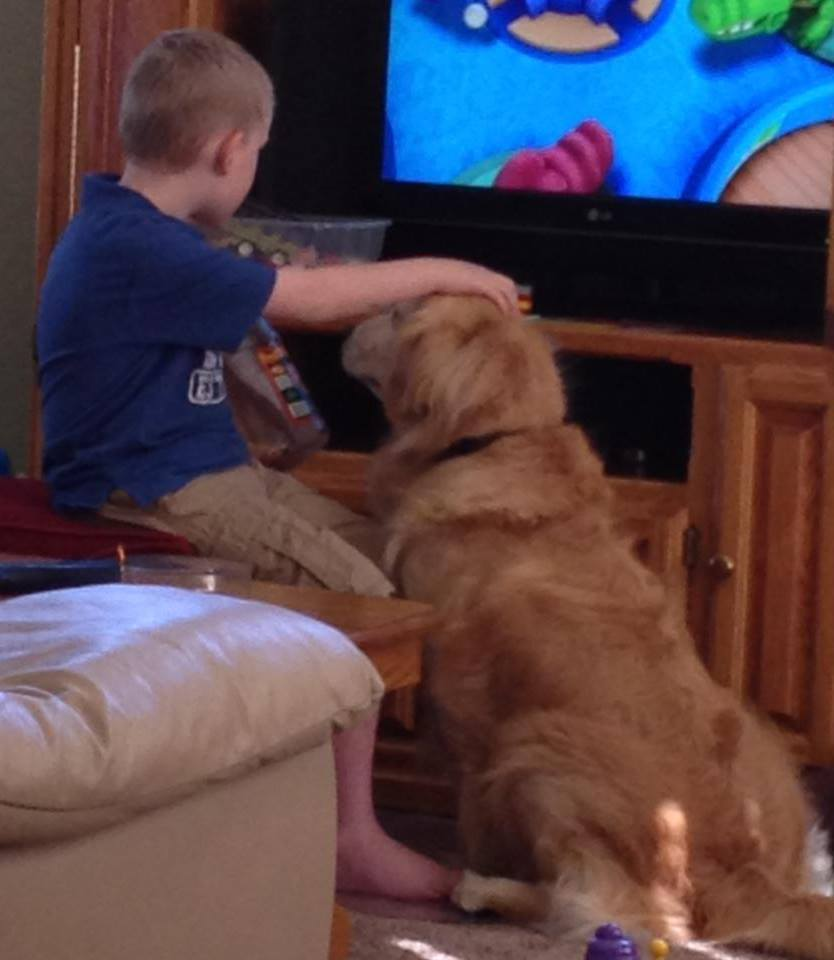
Chien d'éveil.

En France, un chien d'assistance suit une éducation spécialisée pendant deux ans, d'abord en famille d'accueil, puis dans un centre spécialisé,.

### Typologie
Outre le chien guide d'aveugle, le plus connu et médiatisé, qui aide les personnes fonctionnellement non-voyantes à se déplacer, mais aussi à élargir leurs interactions sociales, il existe également des Chiens d'assistance pour personnes sourdes ou malentendantes, éduqués pour alerter leur maître en cas de sonnerie de téléphone, de sonnette, klaxon, pleurs de bébé ou d'enfant, etc. Il existe aussi des chiens d'alerte pour des personnes diabétiques, ou pour aider des personnes à mobilité réduite à ramasser des objets, ouvrir des portes ou se relever ; ainsi que des chiens aidants pour des personnes en situation de stress post-traumatique, par exemple utilisés pour aider des militaires vétérans , ; des chiens dédiés à l'« accompagnement social »,,, par exemple destinés aux institutions comme les maisons de retraite ou les centres de rééducation fonctionnelle. Il existe enfin des « chiens d’éveil », qui sont par exemple remis à des enfants atteints de troubles autistiques ou polyhandicapés.
Chez l'enfant porteur d'un trouble du spectre de l'autisme (TSA), des difficultés de sommeil sont souvent présentes, qui peuvent exacerber tout ou partie des symptômes du TSA, affectant ainsi le fonctionnement de l'enfant et le quotidien de ses parents vivant bien souvent dans un état de stress chronique. La Recherche a montré que cette population peut bénéficier du contact avec les animaux, source de bienfaits en termes d'anxiété, d'autorégulation, de comorbidités et de qualité de sommeil notamment, bienfaits de mieux en mieux documentés et compris. Selon Valérie Simard et la fondation Mira (fondation qui offre des chiens d'assistance aux familles de jeunes autistes), les parents des autistes de 7 à 11 ans ayant reçu un chien d'assistance depuis deux mois ou plus notent des améliorations,. Ces améliorations font évoquer 12 mécanismes sous-jacents : le chien accroît le sentiment de sécurité de l'enfant, le plaisir de faire ensemble, l'optimisme et la légèreté dans les émotions. Il a un effet anticyclone, il stimule tous les sens, il se fait alter ego des états mentaux, c'est un pictogramme vivant, un médiateur relationnel, une étincelle pour la communication, un tremplin vers le développement de l'empathie et un levier d'intervention au quotidien. Conjointement aux parents facilitateurs de la rencontre entre le chien et l'enfant autiste, en améliorant la qualité du sommeil de l'enfant autiste, et en stabilisant son humeur, il permet d'atténuer ou compenser certains effets du spectre de l'autisme ouvrant des disponibilités pour « apprendre, s'adapter, évoluer, interagir et découvrir le monde qui l'entoure ».